# Thomas Fearnley
Pour les articles homonymes, voir Fearnley.
Thomas Fearnley (27 décembre 1802 à Frederikshald - 16 janvier 1842 à Munich) est un peintre paysagiste norvégien.

## Biographie
Il est l'élève de Johan Christian Dahl, père de la peinture nationaliste romantique dans le pays, et devient lui-même une figure centrale de ce mouvement artistique. Il voyage énormément et peint les paysages des différents pays qu'il traverse. Il meurt en 1842 de la fièvre typhoïde et est initialement enterré sur place à Munich avant que sa tombe ne soit transférée en 1922 au cimetière de Notre-Sauveur à Oslo.
Son frère Carl Frederik Fearnley était professeur d'astronomie et son fils Thomas Nicolay Fearnley deviendra un magnat du transport maritime norvégien.

## Quelques œuvres

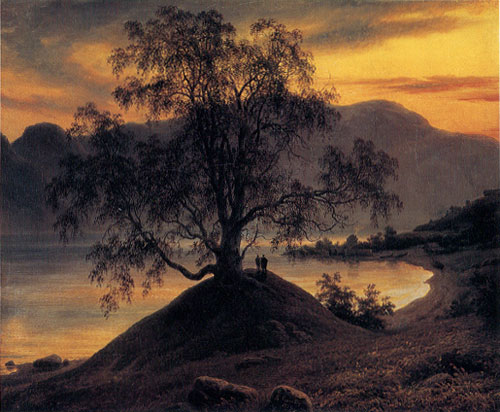
Vieux bouleau sur le Sognefjord.
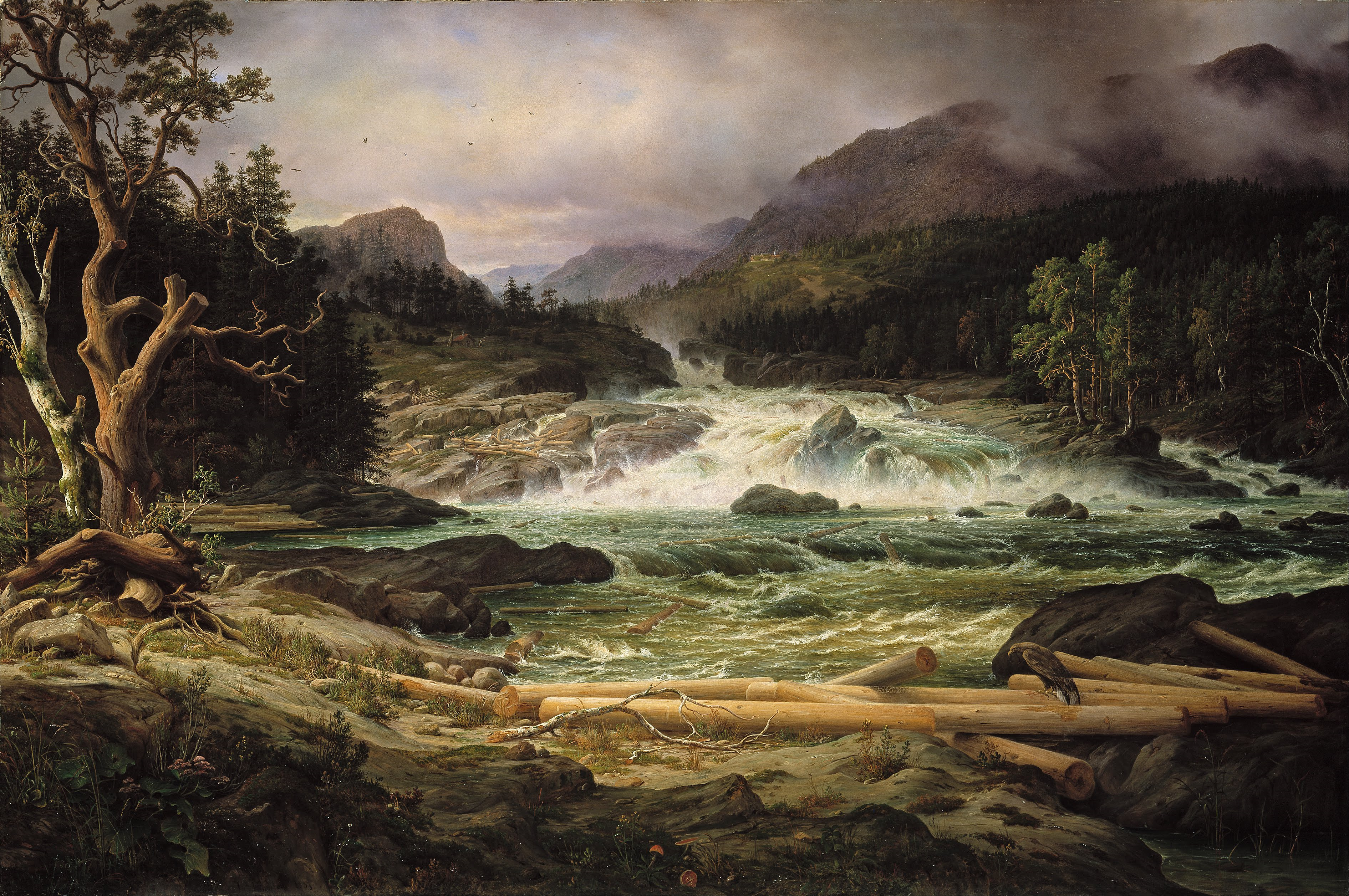
Les chutes de Labro à Kongsberg.
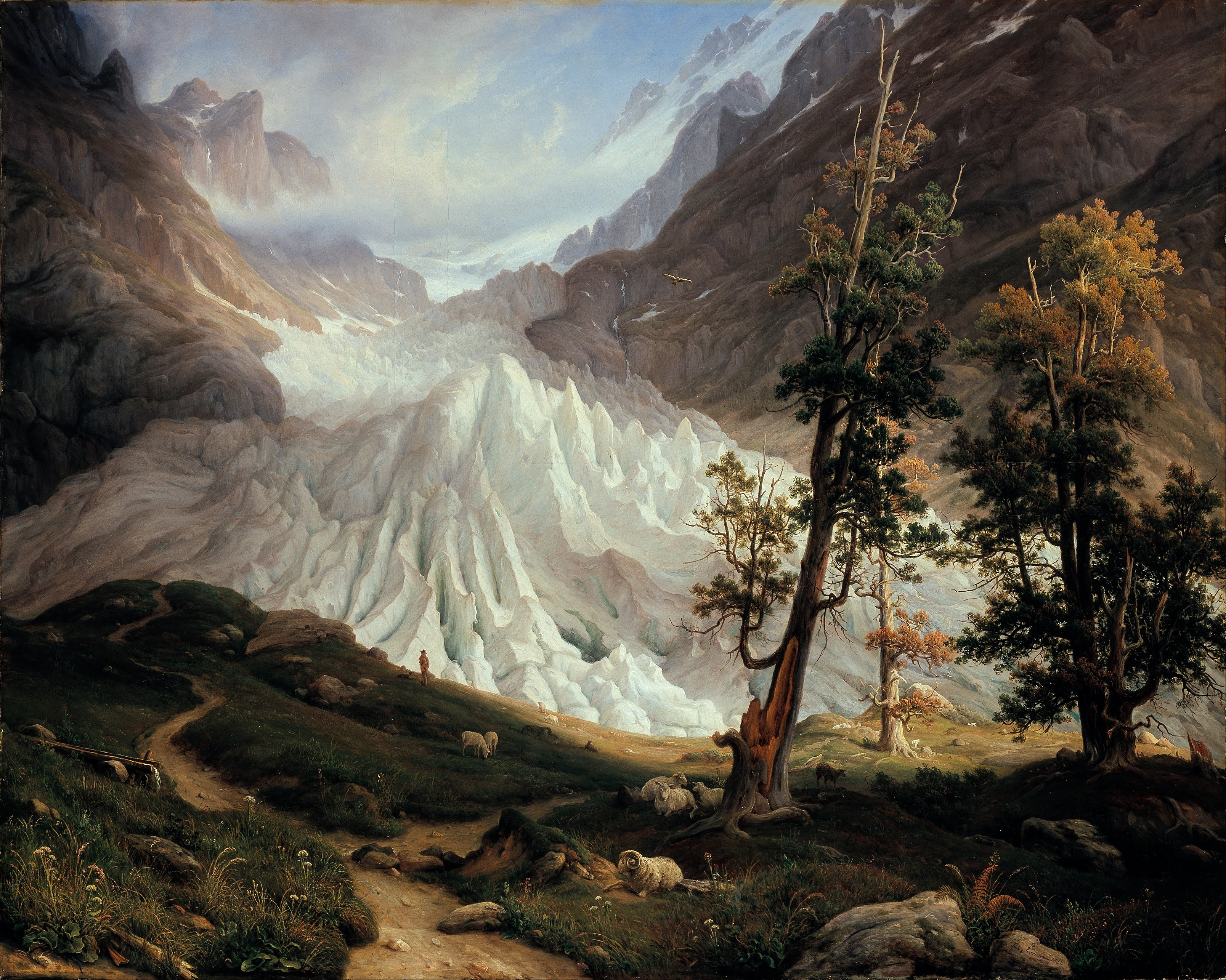
Le glacier de Grindelwald.